# 壽量寺 (町田市)

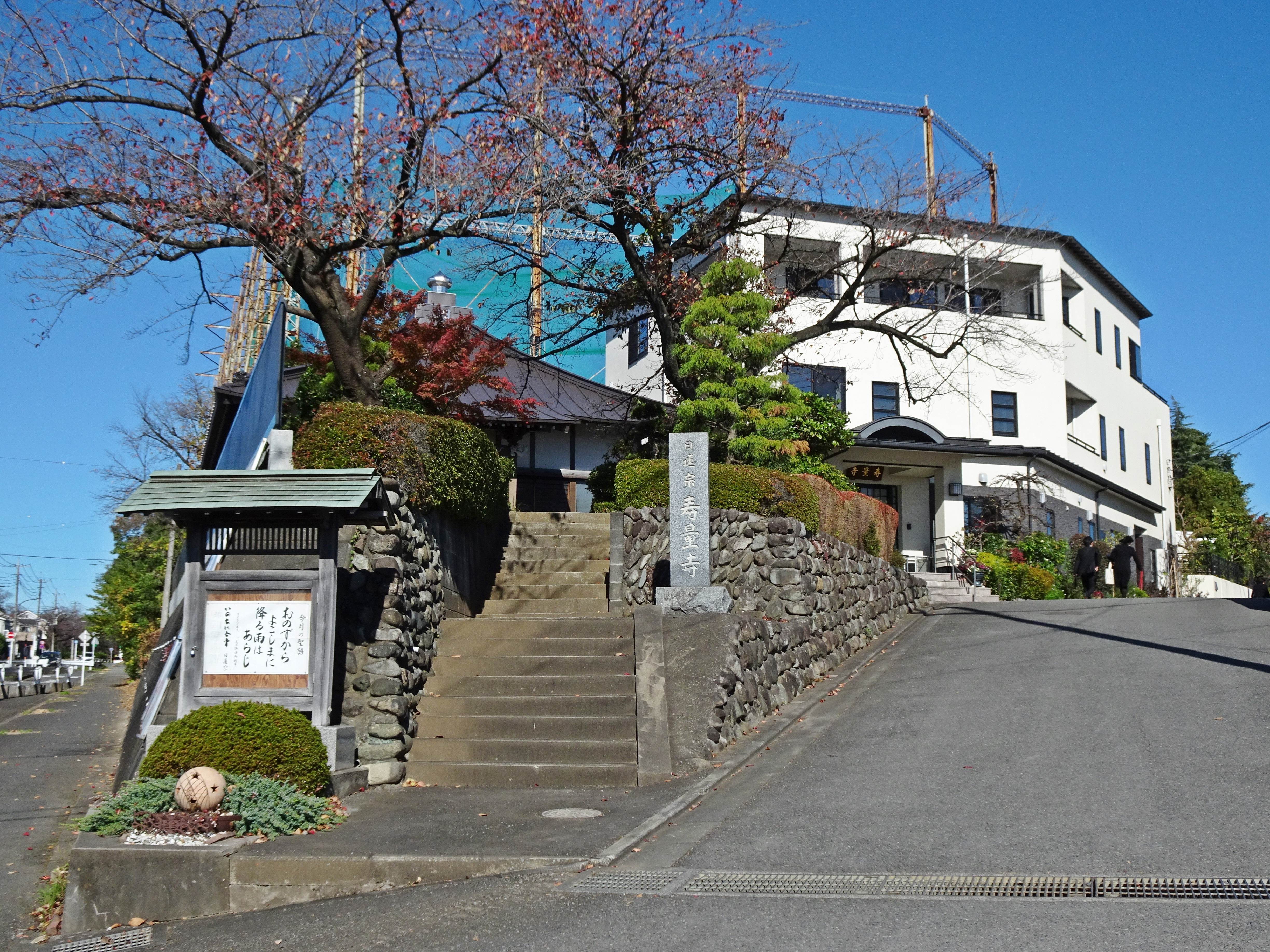
壽量寺山門

壽量寺（じゅりょうじ）は、東京都町田市図師町にある日蓮宗の寺院。山号は久成山（古くは九城山）。旧本山は森野妙延寺、池上・芳師法縁。

## 歴史
弘治3年（1557年）立正大師日蓮が佐渡遠流に際し通過、天台宗寺院を改宗した。開基は竹内左衛門久成。荒廃して妙延寺の末寺となるが。昭和46年（1971年）下小山田町から現在地へ移転し諸堂を再建した。

## 境内
- 本堂　昭和46年（1971年）再建
- 庫裡　昭和46年（1971年）再建

## 周辺施設
- 図師虚空蔵堂　町田市図師町にある仏堂。元禄9年（1696年）浄生を開山に創建した。
- 相原七面堂　町田市相原にある仏堂。元禄4年（1691年）に創建。元治元年（1864年）渋谷市郎左衛門が両親の菩提を弔うために再建した。

## 参考資料
- 日蓮宗寺院大鑑編集委員会『宗祖第七百遠忌記念出版 日蓮宗寺院大鑑』大本山池上本門寺 (1981年)
- 「下小山田村 壽量寺」『新編武蔵風土記稿』 巻ノ96多磨郡ノ8、内務省地理局、1884年6月。NDLJP:763989/72。